# 埃尔基·帕卡宁
埃尔基·帕卡宁（芬蘭語：Erkki Pakkanen，1930年4月19日—1973年4月23日），芬兰男子拳击运动员。他曾代表芬兰参加1952年夏季奥林匹克运动会拳击比赛，获得男子轻量级铜牌。2008年，他入选芬兰拳击名人堂。